# Juventud Universitaria Peronista
La Juventud Universitaria Peronista, más conocida como JUP, es una organización política universitaria de Argentina. Surgió en los años 1960, siendo considerada el brazo universitario del peronismo y la formadora de cuadros técnicos y políticos de futuros dirigentes. La JUP es el brazo universitario del Partido Justicialista, no obstante posee su propia Mesa de Autoridades manteniendo autonomía de criterios y decisiones. Su prioridad es construir un peronismo universitario democrático y representativo de los estudiantes. Su máxima autoridad es la Mesa Nacional compuesta por un secretario por cada universidad nacional.
La JUP tiene representación en todas las universidades nacionales. Actualmente posee dos secretarios ejecutivos y cinco secretarías/vocalías en la Federación Universitaria Argentina (FUA); ostentando el mayor cargo alcanzado por el peronismo en la gremial estudiantil, la secretaría general actualmente a cargo de Albana Velozo. Asimismo, la JUP es responsable de la Secretaría de Relaciones Obrero Estudiantiles, la Secretaría Bienestar Estudiantil y la Secretaría de Extensión.

## Orígenes
El nombre Juventud Universitaria Peronista se origina a raíz de la militancia territorial de la Juventud Peronista, donde muchos de estos jóvenes estudiantes universitarios conformaron un movimiento estudiantil de igual ideología y pertenencia. El objetivo fue instalar las luchas del Movimiento Peronista en el ambiente universitario y pensar un proyecto de Universidad vinculado con la sociedad y el desarrollo de Argentina.

En los comienzos de mi presidencia después de más de un siglo de olvido, di cumplimiento a los deseos de Belgrano de designar recompensa en dinero que le acordara el prócer al gobierno, invirtiendo los fondos necesarios para construir una escuela, como él lo dispusiera, en la ciudad de Tarija.
Interpretando sus ideas y sentimientos, que lo impulsaran a destinar sus bienes y recompensas para construir escuelas en la rudimentaria comunidad Argentina de su tiempo, deseo anunciar que desde hoy quedan suprimidos los actuales aranceles universitarios, en forma tal que la enseñanza sea absolutamente gratuita y al alcance de todos los jóvenes Argentinos que anhelan instruirse para el bien del país. Para honrar a los héroes nada mejor que imitarlos
 Juan Domingo Perón al conmemorarse el fallecimiento de Manuel Belgrano, y por consiguiente, la celebración del Día de la Bandera, 20 de junio de 1949.

## Mesa nacional
Es el máximo órgano de representación de la organización cuya máxima autoridad es representada por la secretaría general y tres adjuntos, seguidos por una secretaría por cada representante de universidad nacional, delegados a FUA y delegados al PJ. La secretaría general nacional la ostenta Juan Pablo Gómez, de San Juan, quien fue elegido para su mandato 2024-2026 asumiendo su cargo el 22 de noviembre de 2024 en el acto organizado en la CGT.

## FUA
La Federación Universitaria Argentina (FUA) fue creada el 11 de abril de 1918 en el marco de la Reforma Universitaria.
La FUA representa a un millón y medio de estudiantes universitarios en todo el país. Está integrada por los Centros de Estudiantes de cada facultad y por las Federaciones Universitarias de cada universidad local. 

### La Junta Ejecutiva
En la Junta Ejecutiva de la FUA se encuentran las autoridades representantes de la Federación. Actualmente la JUP junto con la Franja Morada – UCR, son las organizaciones que más representantes tienen en la Junta Ejecutiva y la Mesa Directiva -5 y 7 respectivamente-.

### La JUP en la FUA
Hace más de 8 años que la Juventud Universitaria Peronista obtiene consecutivamente la secretaría general en la FUA, lo que la ha consolidado como segunda fuerza estudiantil a nivel nacional.
En las elecciones del Congreso de la Federación en 2014, la JUP decidió presentarse sola como el Frente Juventud Universitaria Peronista (JUP) tras haberse presentado muchos años con otros nombres debido a las diferentes internas y alianzas políticas con otros sectores por fuera del peronismo. En su disputa histórica con la Franja Morada-UCR en la FUA, la JUP ha construido en la actualidad un bloque de unidad que contiene a todo el peronismo universitario lo que la ha dejado cada vez más cerca de conseguir la presidencia.
Posee dos secretarios ejecutivos, dos secretarías directivas y una vocalía en la Federación Universitaria Argentina (FUA); ostentando el mayor cargo alcanzado por el peronismo en la gremial estudiantil, la secretaría general. También la JUP es responsable de la Secretaría de Relaciones Extensión, Secretaría de Relaciones Obrero-Estudiantiles y la Secretaría de Bienestar Estudiantil.

## La refundación 2016 de la JUP Córdoba
En el año 2015 distintos referentes locales del peronismo de Córdoba hicieron un primer intento de refundar la JUP cuya organización se había diluido durante los años anteriores. Con la llegada de Martin Llaryora, un jupero (integró la JUP en la facultad de derecho de la UNC), a la carrera por la Gobernación de la Provincia de Córdoba se dio un fuerte impulso en la militancia y la dirigencia con el que emergió la necesidad de "refundar" la JUP Córdoba. El intento de 2015 por refundarla eligió como punto de inicio la Universidad Nacional de Villa María porque era la única universidad pública cordobesa donde se dictaba la carrera de Ciencia Política y se miraba a la política en clave nacional en términos de su análisis y enseñanza. El intento de 2015 falló y solo quedó en una anecdótica pegatina de afiches con la participación de referentes como Nadir Niffury y Amir Alonso Pinardel. En el año 2016 se conformó un nuevo grupo promotor entre los que se encontraban los estudiantes de ciencia política Guillermo Carrión Páez quien fue designado el primer secretario general de la JUP UNVM y redactó su estatuto a espejo del estatuto del PJ; y también su sucesora Florencia Batista quien sería, luego del exitoso proceso de reorganización de la JUP Córdoba, su primera presidenta mujer sucediendo a Axel Altimari y sucedida por Santi Armando. La Universidad Nacional de Villa María sirvió de base de operaciones para el grupo promotor que logro con éxito enviar a sus primeros dos delegados a la mesa nacional Guillermo Diaz Cornejo (Abogacía UNC) y Nicolas Escobar (Ciencia Política UNVM). 
Actualmente la JUP Córdoba es Conducida por Valentín Gordillo (Derecho UNC).

## Símbolos y fechas

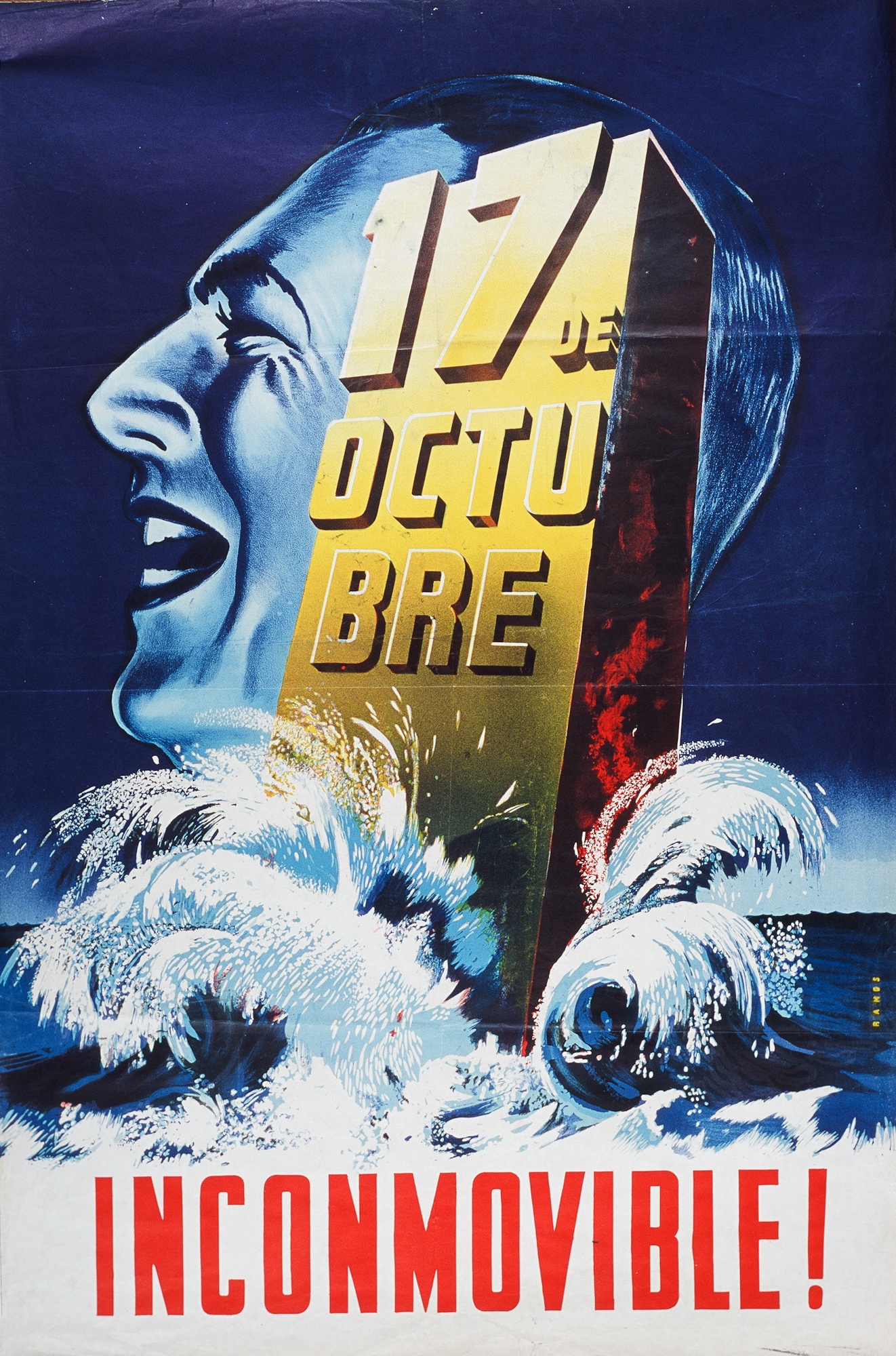
Afiche conmemorativo del segundo aniversario del Día de la Lealtad, conmemorado por primera vez en 1947.

Los principales símbolos de la JUP son su escudo y los símbolos pertenecientes al peronismo tales como la "Marcha peronista", el gesto de los dedos en ve y el escudo peronista. 
Las principales fechas o sucesos de celebración o recordación del JUP son:
- 22 de noviembre: Día de la Gratuidad Universitaria se celebra en conmemoración al día en que Perón firmó el decreto/ley Nº 29.337 que establecía la quita de aranceles a la Universidad -Cabe recordar que el beneficio de la gratuidad de los estudios universitarios se estableció con alcance retroactivo al 20 de junio de 1949-.
- 17 de octubre: Día de la Lealtad. Recuerda y celebra la movilización obrera a Plaza de Mayo en 1945, que obtuvo la liberación de Perón.
- 1 de mayo: Celebración del Día de los trabajadores.
- 17 de noviembre: Recuerda y celebra la movilización popular del 17 de noviembre de 1972, durante la dictadura de Lanusse, para recibir al general Perón, luego de 17 años de exilio.
- 1 de julio: Se conmemora el día de la muerte de Juan Domingo Perón.
- 26 de julio: Se conmemora el día de la muerte de Eva Perón.
- 16 de junio: Se recuerda del Bombardeo de la Plaza de Mayo realizado en 1955 por aviones de la Marina de Guerra con apoyo de dirigentes civiles antiperonistas, en el que resultaron asesinadas más de 360 personas.
- 9 de junio: Se recuerda el levantamiento cívico-militar peronista en 1956, contra la dictadura autodenominada Revolución Libertadora, liderada por el general Juan José Valle, y los fusilamientos realizados por la dictadura, incluyendo los fusilamientos clandestinos de José León Suárez.
- 11 de marzo: Se recuerda el triunfo en las elecciones presidenciales de 1973, luego de 18 años de proscripción del peronismo.

También son importantes tres fechas patrias: el 25 de mayo (día del primer gobierno patrio), el 9 de julio (independencia nacional) y el 20 de noviembre (Batalla de la Vuelta de Obligado de 1845 contra Inglaterra y Francia).

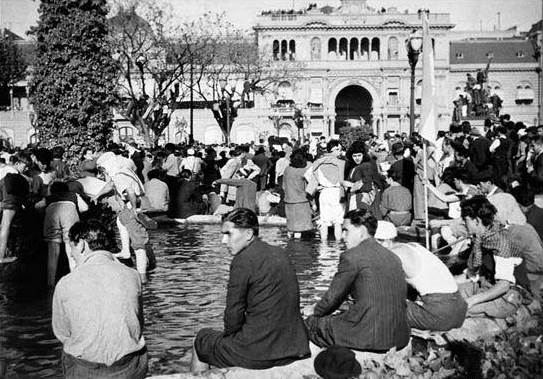
Manifestación en Plaza de Mayo el 17 de octubre de 1945.